# Campionato asiatico femminile under 20 di calcio
Il Campionato asiatico femminile under 20 di calcio (AFC U-20 Women's Championship) è una competizione calcistica femminile per nazionali Under-20 che si tiene ogni due anni, riservata ai Paesi affiliati all'AFC. Fino al 2019 la competizione era per nazionali Under-19. Serve anche come fase di qualificazione al Campionato mondiale femminile under 20 di calcio.
La competizione fu organizzata per la prima volta nel 2002. Ha saltato l'edizione 2022 a causa dell'epidemia di COVID-19.

## Albo d'oro

### AFC U-19 Women's Championship
| Anno | Ospitante  |                | Finale                | Finale         | Finale         |                     | Finale 3º/4º posto | Finale 3º/4º posto | Finale 3º/4º posto |
| Anno | Ospitante  | Vincitore      | Risultato             | 2º posto       | 3º posto       | Risultato           | 4º posto           |                    |                    |
| 2002 | India      | Giappone       | 2 - 1                 | Taipei cinese  | Cina           | 4 - 1               | Corea del Nord     |                    |                    |
| 2004 | Cina       | Corea del Sud  | 3 - 0                 | Cina           | Corea del Nord | 4 - 0               | Thailandia         |                    |                    |
| 2006 | Malaysia   | Cina           | 1 - 0                 | Corea del Nord | Australia      | 3 - 2               | Giappone           |                    |                    |
| 2007 | Cina       | Corea del Nord | 1 - 0                 | Giappone       | Cina           | 1 - 0               | Corea del Sud      |                    |                    |
| 2009 | Cina       | Giappone       | 2 - 1                 | Corea del Sud  | Corea del Nord | 1 - 0               | Cina               |                    |                    |
| 2011 | Vietnam    | Giappone       | girone all'italiana   | Corea del Nord | Cina           | girone all'italiana | Corea del Sud      |                    |                    |
| 2013 | Cina       | Corea del Sud  | girone all'italiana   | Corea del Nord | Cina           | girone all'italiana | Giappone           |                    |                    |
| 2015 | Cina       | Giappone       | 0 - 0 (dts) (4-2 dtr) | Corea del Nord | Corea del Sud  | 4 - 0               | Cina               |                    |                    |
| 2017 | Cina       | Giappone       | 1 - 0                 | Corea del Nord | Cina           | 3 - 0               | Australia          |                    |                    |
| 2019 | Thailandia | Giappone       | 2 - 1                 | Corea del Nord | Corea del Sud  | 9 - 1               | Australia          |                    |                    |

### AFC U-20 Women's Championship
| Anno | Ospitante  |                | Finale    | Finale   | Finale    |           | Finale 3º/4º posto | Finale 3º/4º posto | Finale 3º/4º posto |
| Anno | Ospitante  | Vincitore      | Risultato | 2º posto | 3º posto  | Risultato | 4º posto           |                    |                    |
| 2022 | Uzbekistan | Nessuno        | -         | Nessuno  | Nessuno   | -         | Nessuno            |                    |                    |
| 2024 | Uzbekistan | Corea del Nord | 2 - 1     | Giappone | Australia | 1 - 0     | Corea del Sud      |                    |                    |
| 2026 | Thailandia |                |           |          |           |           |                    |                    |                    |

## Medagliere
| Pos. | Paese          | Oro | Argento | Bronzo | Totale |
| ---- | -------------- | --- | ------- | ------ | ------ |
| 1    | Giappone       | 6   | 2       | 0      | 8      |
| 2    | Corea del Nord | 2   | 6       | 2      | 10     |
| 3    | Corea del Sud  | 2   | 1       | 2      | 5      |
| 4    | Cina           | 1   | 1       | 5      | 7      |
| 5    | Taipei cinese  | 0   | 1       | 0      | 1      |
| 6    | Australia      | 0   | 0       | 2      | 2      |

## Premi
| Edizione | Migliore giocatrice | Migliore marcatrice     | Reti | Miglior portiere | Premio Fair Play |
| -------- | ------------------- | ----------------------- | ---- | ---------------- | ---------------- |
| 2006     | Kin Song-hui        | Ma Xiaoxu               | 10   | Non fondato      | Giappone         |
| 2007     | Ra Un-sim           | Ra Un-sim               | 4    | Non fondato      | Giappone         |
| 2009     | Mana Iwabuchi       | Mana Iwabuchi Ji So-yun | 4    | Non fondato      | Corea del Nord   |
| 2011     | Mai Kyokawa         | Mai Kyokawa Yun Hyon-hi | 5    | Non fondato      | Giappone         |
| 2013     | Jang Sel-gi         | Jang Sel-gi             | 8    | Non fondato      | Cina             |
| 2015     | Rikako Kobayashi    | Ri Un-sim               | 6    | Non fondato      | Giappone         |
| 2017     | Sung Hyang-sim      | Sung Hyang-sim          | 6    | Non fondato      | Giappone         |
| 2019     | Oto Kanno           | Kang Ji-woo             | 7    | Non fondato      | Giappone         |
| 2024     | Chae Un-gyong       | Maya Hijikata           | 4    | Chae Un-gyong    | Giappone         |